# Phytocoris torridus
Phytocoris torridus är en insektsart som beskrevs av Stonedahl 1988. Phytocoris torridus ingår i släktet Phytocoris och familjen ängsskinnbaggar. Inga underarter finns listade i Catalogue of Life.